# Matosaari (ö i Mellersta Finland, Jämsä)
Matosaari är en ö i Finland. Den ligger i sjön Kalmavesi och i kommunen Jämsä i den ekonomiska regionen  Jämsä  och landskapet Mellersta Finland, i den södra delen av landet, 220 km norr om huvudstaden Helsingfors. Öns area är 1,7 hektar och dess största längd är 320 meter i sydöst-nordvästlig riktning.